# 鉄道の歴史

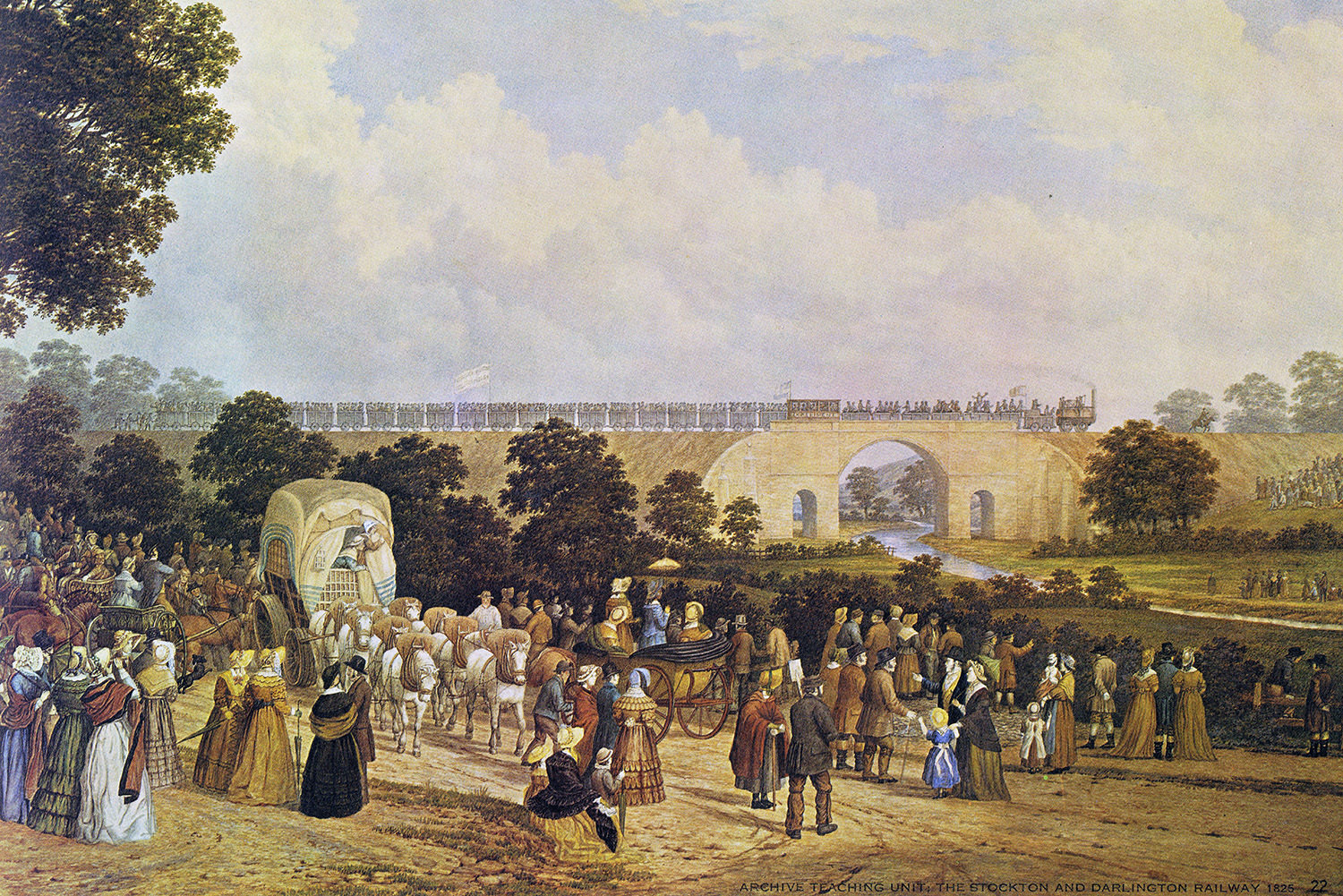
世界最初の鉄道である、ダラム州ストックトン・アンド・ダーリントン鉄道の開業、1825年

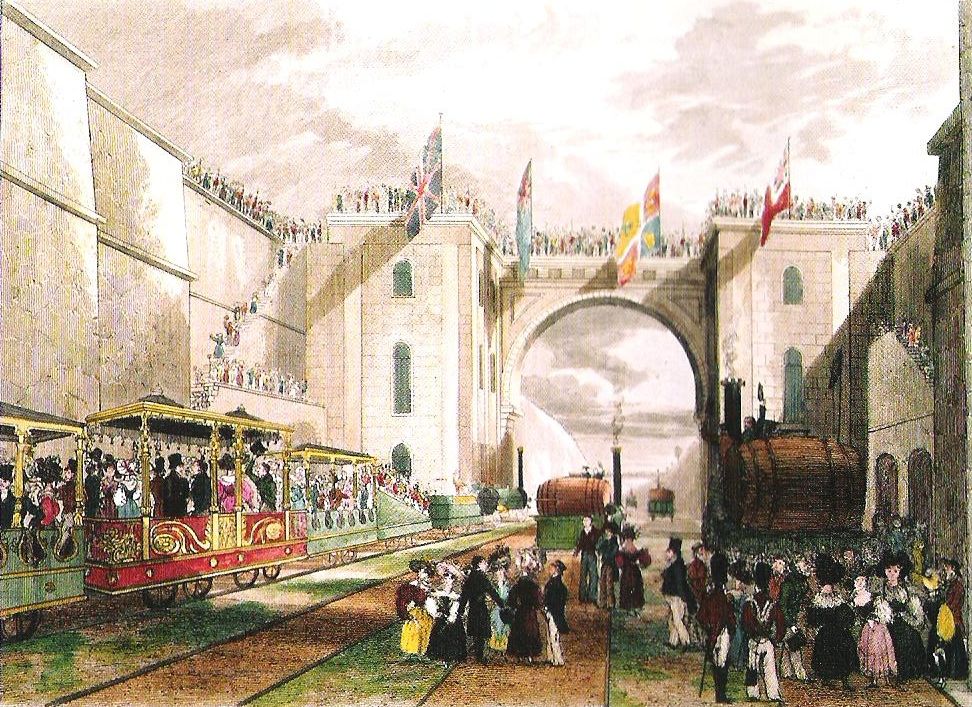
リバプール・アンド・マンチェスター鉄道の開通式（1830年）

鉄道の歴史（てつどうのれきし）では、鉄道の創始以来の主要な歴史について説明する。

## 概要
最古の鉄道は16世紀半ばにまでさかのぼり、鉱山内における馬の引く輸送車両の使用が最初であったといわれる。

### 蒸気機関車の登場と鉄道旅行の始まり（19世紀前半）
18世紀後半より、イギリスでは、蒸気機関を中心とする産業技術上の変革、すなわち「産業革命」とよばれる変化が経済の諸方面に多大な影響をおよぼし、社会生活の様相を根本的に変えていった。産業革命は人間や物資の移動手段にも変革をもたらした。綿工業は機械化され、そのために大量の物資の輸送が必要となって道路や運河の建設・整備を不可欠としたが、とりわけ蒸気機関車・鉄道・蒸気船の登場は単に輸送時間を短縮して輸送量を増大させたのみならず、鉄と石炭と蒸気という新しい時代のおとずれを人びとに印象づけた。そのなかで鉄道は、貨物や乗客を運ぶ手段として、他の運送手段に比較して効率性において優れていた。鋼鉄製のレールに接する輪縁（フリンジ）の付いた車輪の摩擦は少なく、貨物列車が1トンを運ぶのに要する力はわずか1馬力にすぎない。鉄道はまた、遠隔地に新産業の成果を運び、時刻表を通して各地の時間を中央に結びつける役割を果たした。
イギリスで最初に旅客輸送をおこなった鉄道は、1807年に開業したウェールズ地方のオイスターマス鉄道で、既存の路面軌道を用いた馬車鉄道であった。しかしながら、19世紀において鉄道がおそるべきスピードで整備拡充していったのは、それが蒸気機関車の技術と結びついたからである。

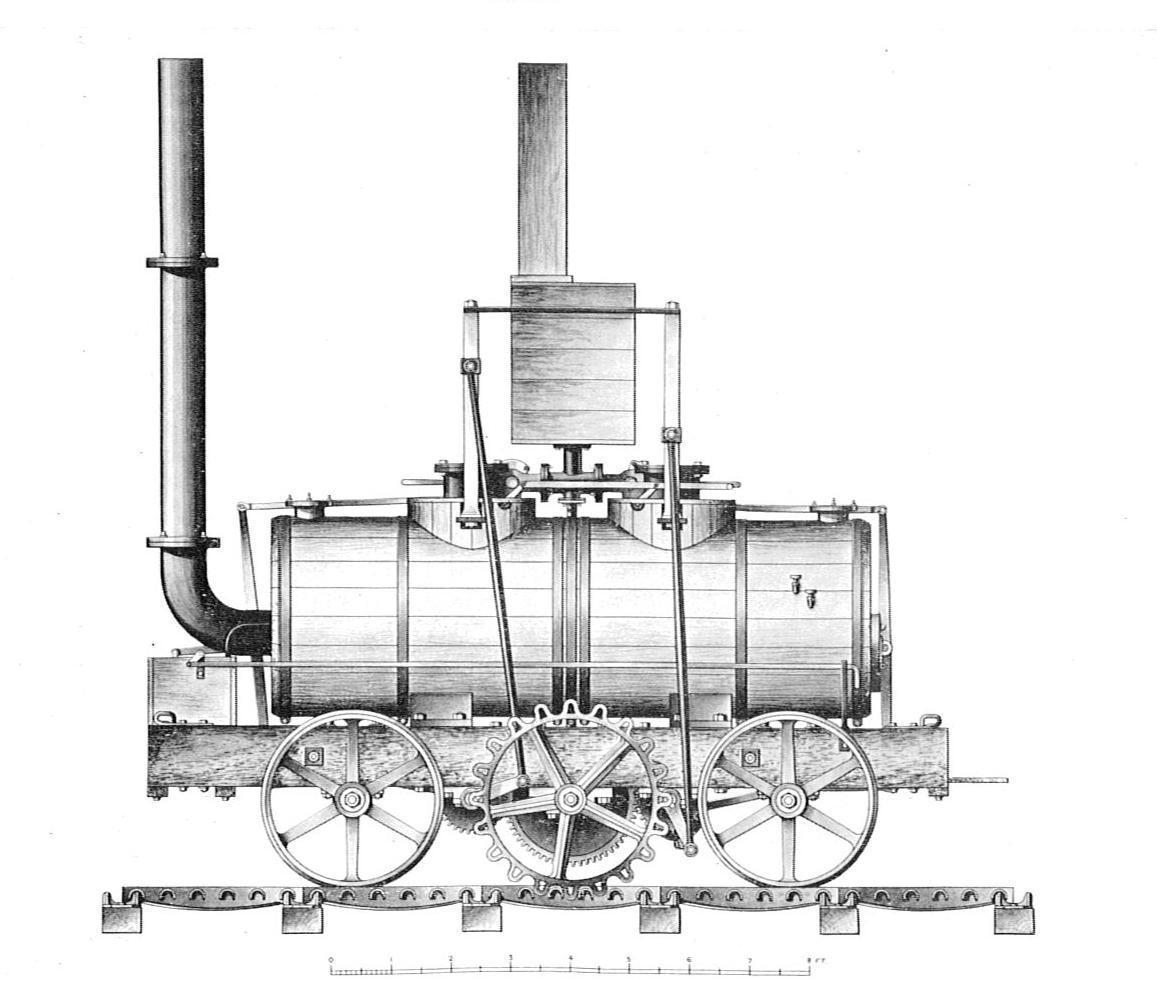
蒸気機関車サラマンカ号（1812年）

オイスターマス鉄道の開業に先立つ1804年、リチャード・トレビシックが、世界で初めて軌道上を走る蒸気機関車を製作した。商業的に成功した最初の蒸気機関車は、1812年に製作されたサラマンカ号（The Salamanca）であり、これはラック・アンド・ピニオン式の機関車であった。その後も蒸気機関車は改良が重ねられ、ジョージ・スチーブンソンは1814年、初めてフランジが1方向のみである車輪を用いた機関車を開発した。1821年、イギリスのヘンリー・ロランソン・パーマーによりモノレールが考案され、1825年には、世界初の鉄道として英国ダラム州のストックトンとダーリントンを結ぶストックトン・アンド・ダーリントン鉄道が開業した。以後、欧米各地で鉄道の建設が活発になり、1827年にアメリカ合衆国、フランス、1835年にはドイツでも鉄道が開業し、1830年代にはアメリカ全土で鉄道建設がさかんとなった。ただしストックトン・アンド・ダーリントン鉄道は、運賃を定めて毎日定期的に運行する商業運転はおこなわず、線路もまた一般に公開され、通行料金さえ支払えばだれでも機関車や鉄道馬車を乗り入れることができた。その意味では純然たる営利事業としての鉄道事業ではなかったが、しかし、このときすでに技術的・工学的には近代鉄道事業はほとんど成立していたといってよい。

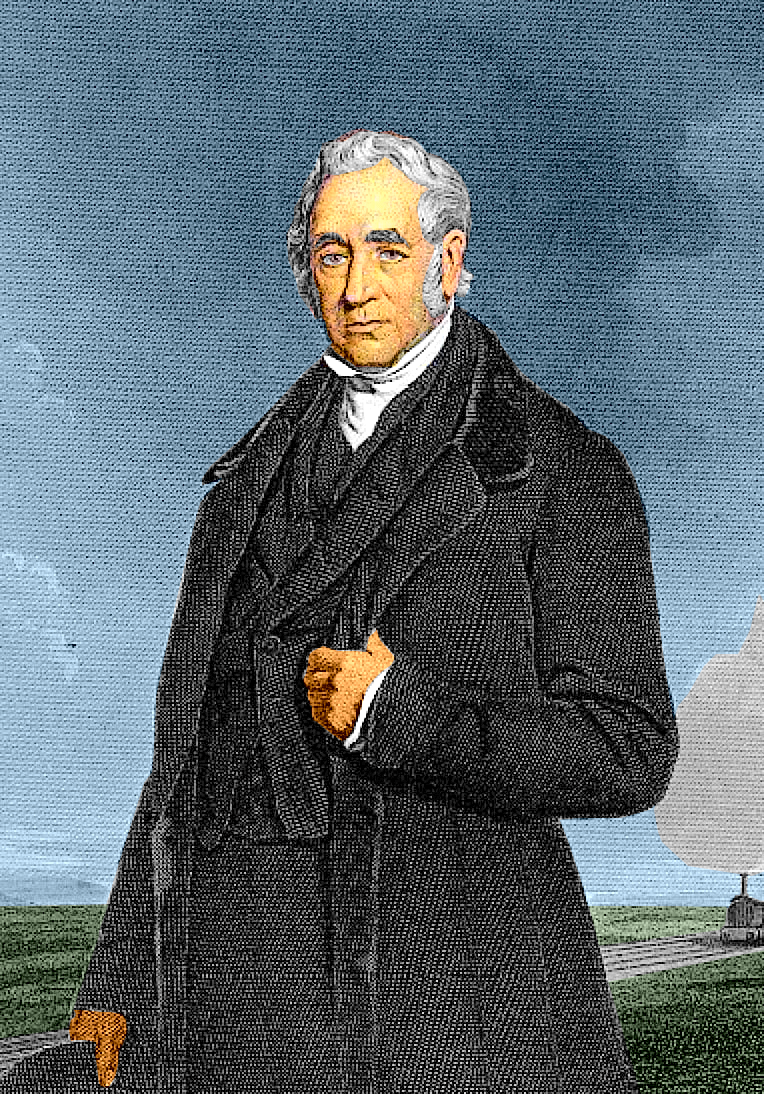
ジョージ・スチーブンソン

1830年に開業したイギリスのリバプール・アンド・マンチェスター鉄道は工業都市マンチェスターと貿易港リヴァプールの間の約50キロメートルを蒸気機関車が走り、時刻表を用いて定期運行する世界初の営利事業としての鉄道である。馬車とちがって季節や天候に左右されず、大量、迅速かつ確実に輸送し、移動することのできる鉄道は交通事情を一変させた（交通革命）。この鉄道を走る機関車を公募で選んだところ、5件の応募があり、ジョージ・スチーブンソンとその息子ロバート・スチーブンソンの機関車「ロケット号」が採用された。最高時速は58キロメートルであり、これは後の機関車の基準となった。機関車製造の技術者であり、鉄道会社の主任技師、そして経営者でもあったジョージ・スチーブンソンは、各鉄道の接続のためにはすべての鉄道が同じゲージ（軌間）であるべきだと主張し、そして実際、1,435ミリメートルの軌間が採用された。これが、今日でいう「標準軌」となっている。

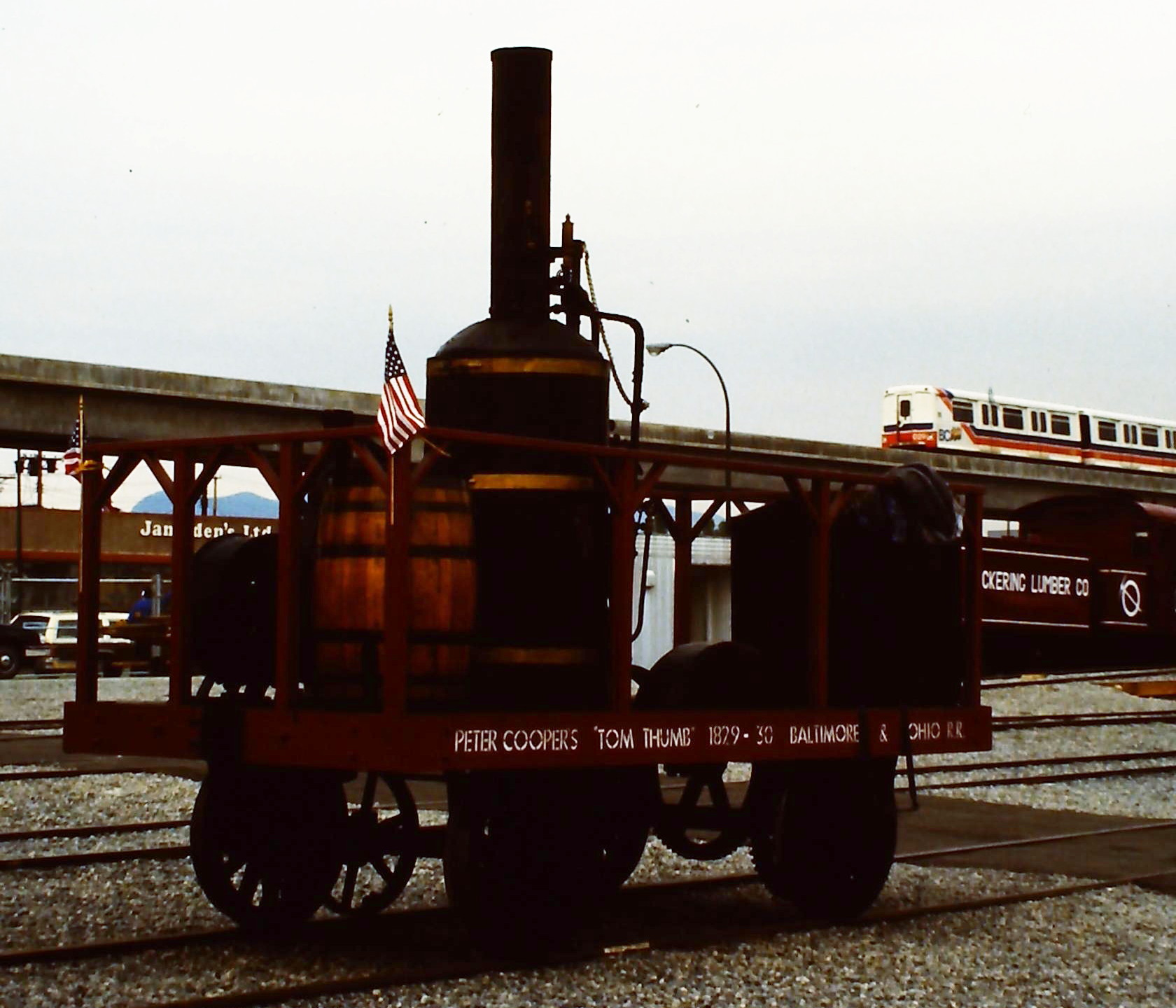
ピーター・クーパーが製造したアメリカ初の蒸気機関車「トム・サム」（レプリカ）

1830年、蒸気機関車「トム・サム号」がメリーランド州のボルチモアとエリコットミルズの間21キロメートルを最高時速29キロメートルで結び、復路は馬と競争して敗れたもののアメリカ最初の商業運転となり、ボルチモアの経済的な重要性をおおいに高め、進展めざましい西部のオハイオ州とを連絡するボルチモア・アンド・オハイオ鉄道の初代小型機関車として採用された。
1830年代の後半から始まった鉄道網の整備は、「鉄道狂時代」と呼ばれる投資熱を生み出した。1835年、アメリカにはすでに1,600キロメートル以上の線路が敷設され、1850年代にはミシシッピ州以東のすべての州では鉄道が建設されていた。このような投資熱さらには鉄道網の拡充は、当時、鉄道事業がきわめて収益性の高い事業だったからである。いっぽう、鉄道網の拡充は新たな旅行文化をももたらした。禁酒論者であったイギリスのトーマス・クックは、1843年に世界最初のパッケージツアーを考案して事業化し、大成功を収めて「近代ツーリズムの父」と呼ばれる。近代ツーリズムは欧州各地を経て世界各地に急速に広がる一方、対象地域を拡大して利害関係者を増大させ、マスツーリズムを生み出すなど旅行形態の多様化をもたらした。
初期の鉄道建設には、地域的にみて大きな偏りがあった。1850年には、西洋諸国では4万キロメートル弱の鉄道が開業していたものの、アジア、ラテン・アメリカ、アフリカの地域では全部合わせても約4,000キロメートルの鉄道しか有しなかった。

### 帝国主義時代（19世紀後半〜1913年）
19世紀中葉にあっては、ヨーロッパの工業化が飛躍的に進み、各国は先行するイギリスに対抗しながら殖産興業を進展させていった。諸国の経済はこうして相互に連関しあうようになり、世界的な資本制が形成されていった。
鉄道は大量の人や物資の移動を可能にし、こうした状況に対応して、多くの国が共通の関心をもつ事象について共同処理する機関がつぎつぎに設立された。1865年に設立された万国電信連合は世界最古の国際機関といわれ、1874年には万国郵便連合が設立された。赤十字国際委員会が組織されたのも1863年のことである。この年、イギリスの首都ロンドンでは世界初の地下鉄が開業しているが、当時は蒸気機関車が車両を牽引した。なお、世界で2番目の地下鉄は 1896年 ハンガリー（オーストリア＝ハンガリー帝国）の首都ブダペストにおいてであり、1896年のことである。
ヨーロッパ大陸では、1870年ころまでに主要な鉄道路線が田園地帯を縫うように走るようになっており、アルプス山脈を抜けるトンネルや橋梁などは当時の土木技術の偉大な成果とみなされていた。
アメリカ合衆国

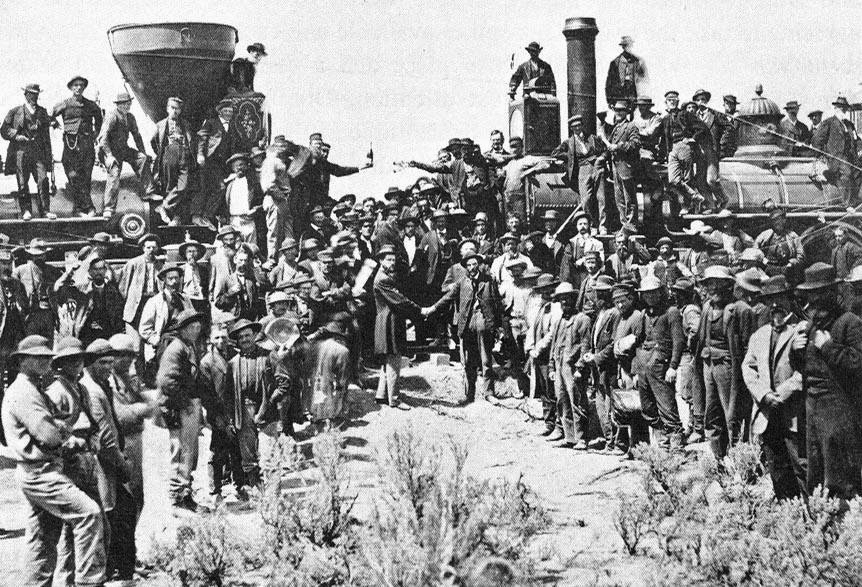
プロモントリーでの大陸横断鉄道開通記念式典（1869年5月10日）

北アメリカ大陸を横断する鉄道を建設しようという考えは合衆国で鉄道が実用化された当初から存在していたが、同時に新聞の社説などでは批判の対象ともなっていた。これが、1848年のメキシコからのカリフォルニア割譲、ゴールドラッシュ、1850年のカリフォルニア州成立によって事情が一変した。1850年、アメリカ合衆国連邦議会は鉄道建設のために土地の払い下げを開始した。さらに1853年、連邦議会はアメリカ陸軍省に対して15万ドルの予算を支出し、どの横断ルートが最も適切であるのかを調査させた。その結果、南部に1本、北部に1本、中央には1本以上が可能であると報告された。1854年成立のカンザス・ネブラスカ法も、元来はシカゴを起点とする中央部の大陸横断鉄道建設を目標としたものであった。1862年にユニオン・パシフィック鉄道会社が創立されてネブラスカ州からカリフォルニアまでの鉄道建設が議会によって認可され、一方、カリフォルニア州ではサクラメントを起点にセントラル・パシフィック鉄道が東へ向けて鉄道を建設することが決まった。
1861年に起こった南北戦争にあっては、北軍（連邦軍）が鉄道・機関車双方において優位に立っており、軍隊や物資の輸送能力の面では南軍（アメリカ連合国軍）を決定的に上回っていた。北軍勝利で戦争が終結すると、大陸横断鉄道の建設には中国やヨーロッパからの移民労働者に加え、南北戦争の退役軍人が加わり、1869年5月に工事が完成した。集められた中国人労働者の数は、最終的には1万2,000人に達したといわれている。ユニオン・パシフィック鉄道とセントラル・パシフィック鉄道はユタ準州（当時）のプロモントリーで接続した。なお、19世紀末には、この路線含め4本の大陸横断鉄道が完成している。大陸横断鉄道の完成は、西部への移住をおおいに促進した。
この間、列車は徐々に走行速度を速めていったが、アメリカ合衆国の蒸気機関車999号は、1893年に時速160キロメートルを記録している。
ドイツ
ドイツでは、1866年の普墺戦争、1870年の普仏戦争の勝利を経て、1871年に統一国家であるドイツ帝国が成立したが、鉄道については中央政府による一元運営ではなく、プロイセン邦有鉄道、王立バイエルン邦有鉄道、王立ザクセン邦有鉄道、王立ヴュルテンベルク邦有鉄道、バーデン大公国邦有鉄道など、連邦を構成する王国や大公国毎の単位で運営された。連邦の首都ベルリンの発展はめざましく、 1881年には世界初の路面電車が開業している。
1888年、ドイツ帝国はオスマン帝国領内でアナトリア鉄道の建設を開始し、1893年に開通した。ドイツ資本はまた、1899年にはバグダート鉄道敷設権を獲得し、現在のイラク地方への鉄道建設を進め、ほぼ同時期にヒジャーズ鉄道も建設して中東地域への進出を図り、これが、イギリスやロシアなどとの対立をまねき、第一次世界大戦の遠因のひとつとなった（3B政策）。
ロシア
ロシア帝国は、1872年、グルジア（現、ジョージア）のトビリシとポティの間の鉄道を建設し、コーカサス地方の支配を強めた。さらに、1880年代には帝国領だった中央アジア諸地域にも鉄道を敷設してその支配を強め、1887年にはサマルカンドに達した。

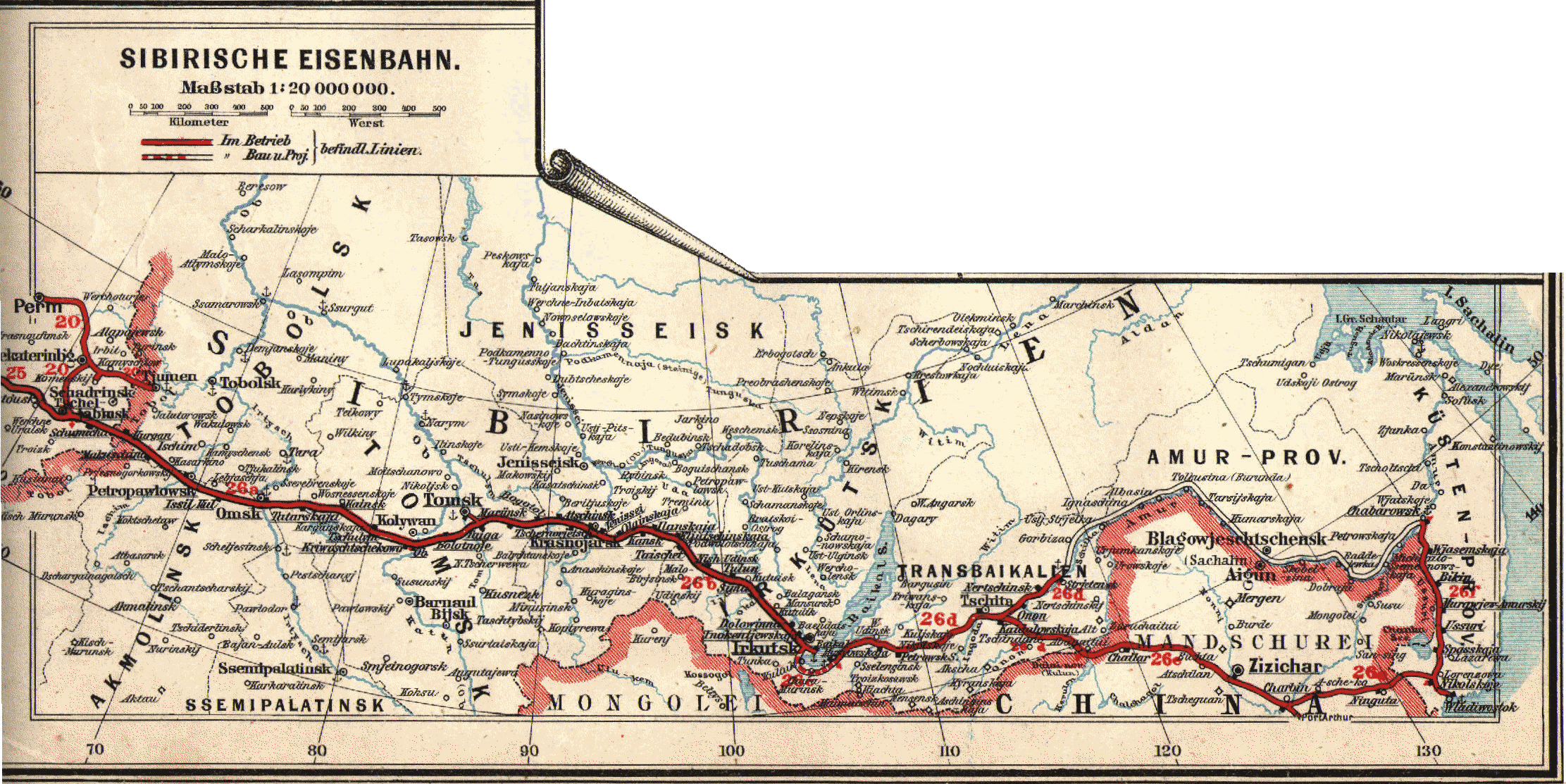
シベリア鉄道路線地図（1897年当時、ドイツで発行）

1891年、ロシアはシベリア横断鉄道の建設を開始した。この鉄道は、露仏協商によって提携を強めたフランス資本を導入して進められたが、一方では極東に経済的利権を保有していたイギリスの警戒をまねき、地理的に近い日本もまたヨーロッパからの大軍の移動を容易にするこの鉄道の敷設には恐怖をいだいた。両者の利害がここで一致し、日英両国は1902年、日英同盟を結ぶにいたった。鉄道建設は、ヨーロッパ側から建設を進めた区間が1898年にバイカル湖畔のイルクーツクに達した。極東地方から起工したウスリー鉄道は1897年に完成し、ハバロフスクからアムール川、シルカ川を超えて西への鉄道も建設されていった。建設は、サハリンなど各地に流されていた受刑者やロシア軍兵士によって進められた。1896年、ロシア政府は露清密約によって清国からシベリア鉄道短絡線として満州北部を横断してハルビンなどを経由する東清鉄道の敷設権を得た。1901年、バイカル湖の区間を除いて完成、1903年には東清鉄道も全通して日露戦争のさなかの1904年9月に全通した。日露戦争後は、アムール川左岸を通ってハバロフスク橋でアムール川を渡り、ハバロフスクを経由する国内ルートの建設を進めた。1913年、世界最長のシベリア鉄道が完成、総延長は9,000キロメートルを超える。
日本

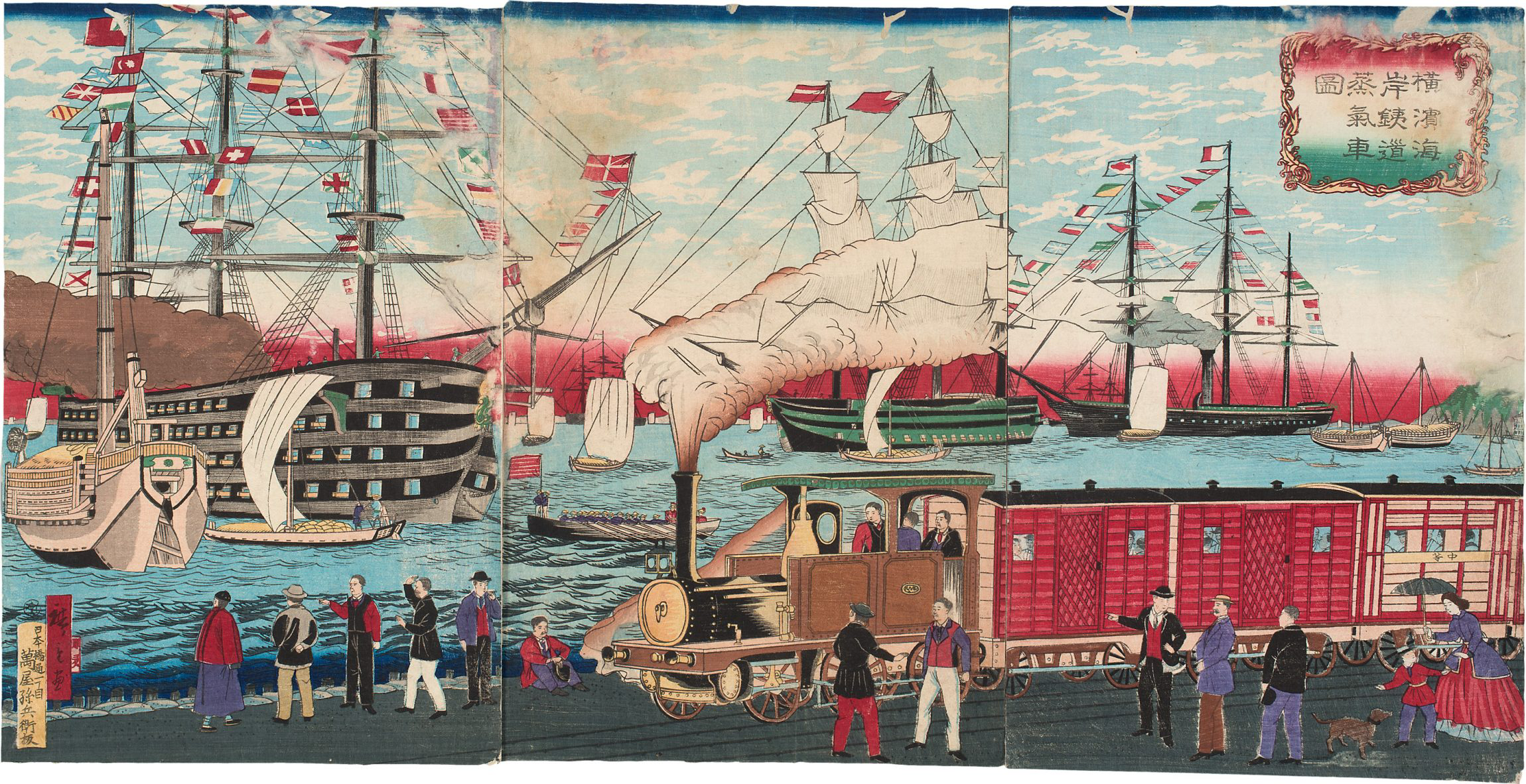
開業当時（1874年）の横浜駅（3代目歌川広重画）

日本も明治維新後は殖産興業政策を推し進めていった。日本の鉄道建設は伊藤博文・大隈重信の熱心な主張で始まった。1869年、従来の民部官が改組されるかたちで民部省が太政官に設置され、民部省はその後大蔵省との合併と分離をくりかえすが、大隈・伊藤らは両省の役職を兼務して租税徴収から産業育成におよぶ強大な権限を掌握して、鉄道・電信・郵便・灯台など近代化のためのインフラストラクチャー整備を強力に進めた。鉄道に関しては政府は財政不足のため、建設費にあてるため100万ポンドの外国債をイギリスで募集した。新たに設立された工部省によって京浜間の測量が始まったのは1870年3月のことである。
日本の鉄道開業は1872年（明治5年）、新橋・横浜（現、桜木町駅）間においてであった。鉄道開業式は、横浜駅でおこなわれたが、明治天皇は新橋駅から乗車して1時間後の開業式に臨み、みずから「鉄道の便利さ」をアピールし、百官衆庶や外国公使、横浜居留外国人、工部省の御雇外国人などに対し勅語をした。
我国鉄道の首線工竣り、朕みずから開行するの日にあたりて、列国公使等斎く来りて祝意を表せらる、朕歓喜の至りに堪えざるなり。朕更に庶幾すは、自今、中外人民共に鴻利を享け永く幸福を保ち、公使等の祝詞に負かざらんことを祈る。—各国公使等へ勅語、1872年9月12日
いわゆる「長州五傑」のひとりであり、ロンドン大学で鉱山・土木を学んだ井上勝は工部省鉄道寮の長官（鉄道頭）となり、1877年、大阪に工技生養成所を設けて鉄道技術者を養成し、京都・大津間の鉄道はすべて日本人技術者と労働者だけで工事をおこなった。一時は鉄道関係の「お雇い外国人」は100人を超えていたが、1875年ごろから減少しはじめ、1880年ごろには日本人が鉄道建設および鉄道運営の技術をほぼ習得した。1879年には日本人機関士も登場している。1885年の工部省廃止後の鉄道事業は内閣直属となった。1890年前後になると東海道線の新橋・神戸間や日本鉄道の上野・青森間が全通した。日本鉄道は、1881年に6,000万という当時にあっては巨額な資本金で設立された日本初の民営鉄道で、華族の資本を結集したものであった。また、1890年代から1900年代には、京都市はじめ大都市では都市内の交通機関として市街電車が開通した。
1880年、西洋諸国の鉄道線路は延長35万キロメートルに達したが、他地域ではすべて合わせても3万5,000メートルにすぎなかった。しかも、その割合はイギリス人がインドで建設したものが多くを占めた。インドでは1853年にアジア初の鉄道が開業している。中国大陸初の鉄道は1876年のことであるが、これはヨーロッパ人によって建設されたものであり、しかも翌年清国政府によって破壊されてしまった。したがって、1880年段階では清帝国はわずか1本の鉄道も保有していなかった。ペルシア初の鉄道は1888年にようやく建設され、首都テヘランとそこから約10キロメートル南のイスラームの聖地を結んだもので、ベルギーの会社によって建設されたものであった。このように、欧米における鉄道普及とそれ以外の地域のそれとでは大きな格差があったが、自国で鉄道建設を進めた日本は、アジアのなかにあっては例外的な存在といえる。
以下は、各年次ごとの世界の大陸別鉄道の延長距離であり、単位は1,000キロメートルである。
| 年代              |  | 世界  |  | ヨーロッパ | アメリカ | アジア | アフリカ | オーストラリア |
| ----------------- |  | ----- |  | ---------- | -------- | ------ | -------- | -------------- |
| 1870              |  | 210   |  | 105        | 93       | 8      | 2        | 2              |
| 1880              |  | 372   |  | 169        | 175      | 16     | 5        | 8              |
| 1890              |  | 617   |  | 224        | 331      | 34     | 9        | 19             |
| 1900              |  | 790   |  | 284        | 402      | 60     | 20       | 24             |
| 1910              |  | 1,030 |  | 334        | 526      | 102    | 37       | 31             |
| 1913              |  | 1,102 |  | 347        | 567      | 108    | 44       | 36             |
| 1870-1900の増加分 |  | 580   |  | 179        | 309      | 52     | 18       | 22             |
| 1900-1913の増加分 |  | 312   |  | 63         | 165      | 98     | 24       | 12             |

19世紀後葉から20世紀初頭にかけては、世界システム論が唱える「世界システム」の「周辺」地域での鉄道建設がめざましいことが、上の表からもうかがわれる。たとえば、メキシコでは1876年には650キロメートルだったものが1911年の鉄道総延長は2万4,000キロメートルに達し、その増加率は37倍にもおよんだ。
中国においても、1900年には470キロメートルにすぎなかったものが、1913年には21倍の9,858キロメートルへと21倍に急増したが、これは列強が競って鉄道建設の利権を求めた結果であった。そして、これは単に鉄道敷設権だけではなく、鉄道沿線地域での資源の開発や独占を可能にする鉱業特権・採掘権、関税ほか租税における免税特権、場合によっては治安維持のための警察権・駐兵権などをもともなっており、この国の半植民地化をむしろ推進させたのである。そして、鉄道建設は沿線農民の田畑や墓地を破壊し、伝統的な運送業者の仕事を奪い、さらに輸入された外国産の繊維製品はじめ工業製品は、伝統的な手工業者のしごとを圧迫した。こうした国内に所在する外国経営の鉄道への反感が排外主義として現れることも少なくなく、1900年の北清事変（義和団の乱）でも、義和団は西洋人や中国人キリスト教信者、舶来物を扱う商店、電線などとともに鉄道も攻撃対象として襲撃した。日本もまた、日露戦争後のポーツマス条約（1905年）で長春以南のロシア東清鉄道南部支線を獲得し、戦争中に清国の抗議を退けて臨時軍用鉄道監部が建設した安東（現、丹東）・奉天（現、瀋陽）間の軍用軽便鉄道（安奉線）とあわせて1907年設立の南満州鉄道会社（通称、満鉄）の経営下に置かれた。

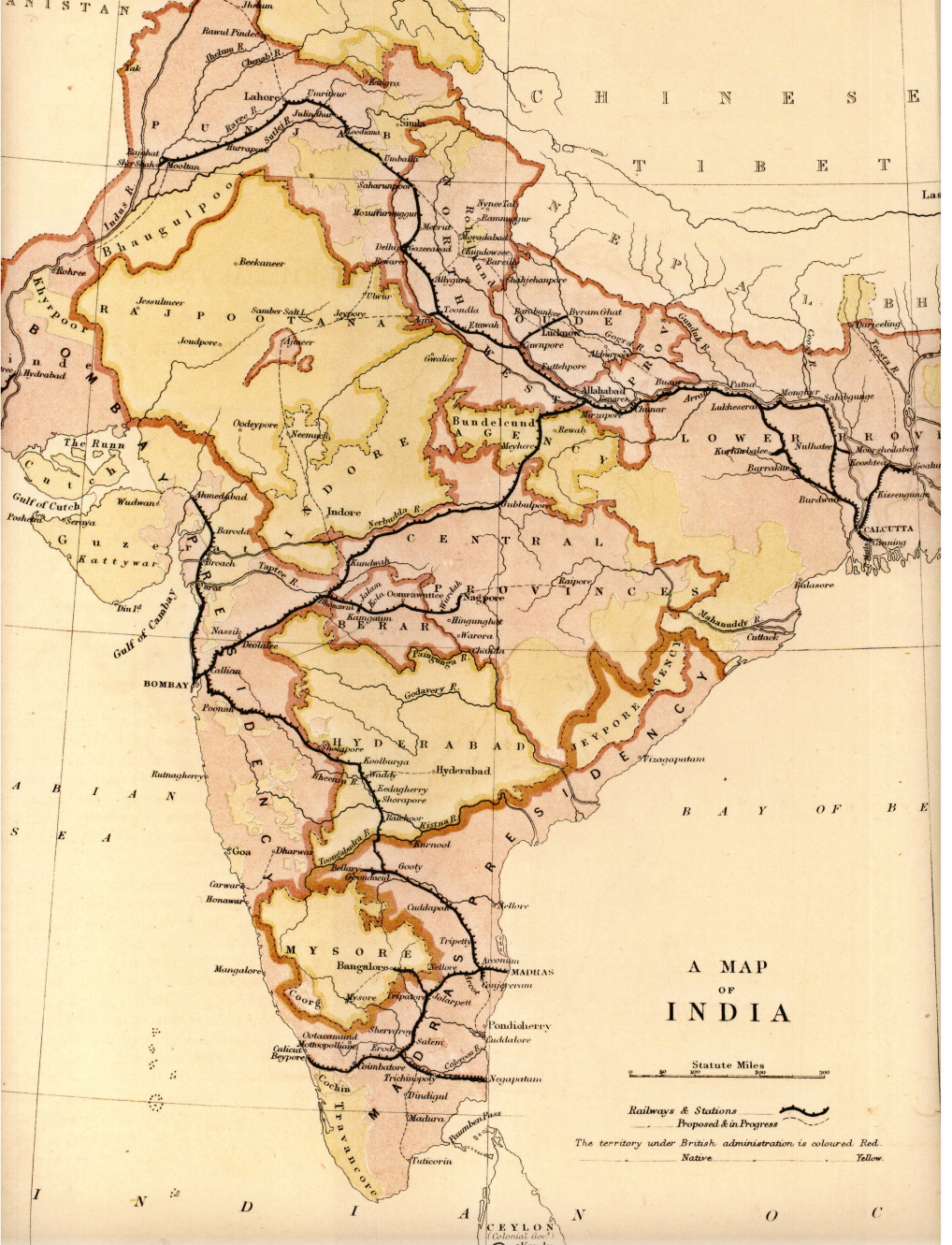
1871年当時のインドの鉄道敷設状況

英領インドではすでに1850年代に鉄道建設ラッシュが始まり、20世紀初頭には総延長4万キロメートルに達し、これはアメリカ合衆国、カナダ、ロシア帝国につぐ世界第4の距離であった。インド亜大陸で急速に鉄道交通が発展したのには、デカン高原など比較的平坦な高原状の地形が広がっていることやガンジス川を除くと乾季に河川での舟運がほとんど不可能になること、大量の貨物の輸送には不向きな道路事情などの理由が考えられる。鉄道建設はしたがってインドに新しい生活様式と近代産業の勃興を生み出すものと一部では期待されたが、実際には必ずしもそうならなかった。鉄道は内陸で生産された綿花、小麦、ジュート、茶、アヘンなどをムンバイ（ボンベイ）、チェンナイ（マドラス）、コルカタ（カルカッタ）などの輸出港に運び、外国とくにイギリスからの輸入品を内陸各地に輸送するために建設された。したがって、インドにまとまりのある国内市場をつくることには寄与せず、その一方で、鉄道会社は経費節減等のため路線ごとに異なるゲージ（軌間）を用いたので、国内市場はむしろ分断されたのであった。また、ロンドンの金融市場で募集されたインド鉄道債には通常より高い利子率がインド帝国政府によって保証され、その利子は鉄道が赤字であってもインド人の支払う税金によって支払われた。さらに、インド農業は自給目的の食糧生産を中心とするものから次第に輸出用の商品作物生産にシフトしてきたので、いったん不作になると、しばしば深刻な飢饉に襲われた。総じて、インドの鉄道はインド経済を低開発状態のままに固定する役割を果たしたのである。もとより、鉄道が道路事情のわるいインドに交通革命をもたらしたのも事実であり、都市や巡礼地にはインド各地から多くの人びとが流入した。しかし、鉄道会社における人びとの職種や列車における客室の等級などにおいては、人種的な差別がインド人同士のカースト間の差別よりもいっそう露骨で明瞭なかたちをとったのであり、インドにおける反英運動が鉄道建設と同時に始まったのは必ずしも偶然ではなかった。

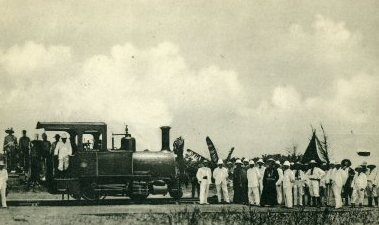
レオポルドヴィルに到着した最初の蒸気機関車（1898年）

アフリカは、鉄道の普及に関しては他大陸と比較していっそう遅れていた。ただし、19世紀後葉にはエジプトやアルジェリアなど植民地化が比較的早く進んだ北部アフリカや鉱産資源の豊富な現在の南アフリカ共和国の地域（ケープ植民地、オレンジ自由国、トランスヴァール共和国など）では鉄道建設が始まった。しかし、1880年代以降ヨーロッパ人が殺到したサハラ砂漠以南の熱帯アフリカでは、たとえ有望な鉱産資源が見つかっても鉄道建設にすぐに結びついたわけではなかった。吸血性のツェツェバエがアフリカ睡眠病を媒介するため荷物運搬用の大型役畜を用いることができず、荷物を運ぶには人力に拠るしかなかったからである。もっぱら人力に頼るこのような交通事情を克服するために着手された鉄道建設に際しても、最初、すべての資材・機材の運搬を人力に頼らざるを得ないというディレンマに陥った。ベルギー王レオポルド2世の私的植民地であったコンゴ自由国では、1890年、マタディ・レオポルドヴィル鉄道の建設に着手し、建設労働者の多くは険しい地形やマラリア、赤痢などの感染症、脚気などで命を落とし、やがてアフリカ各地、カリブ海沿岸地域、中国などからも人夫を集めたが、暴動が起こったり、逃亡する者や病死者が相次いだりして建設は遅々として進まず、ようやく8年後の1898年に完成している。これは一例であるが、このように現地の人びとの多大な犠牲のもとに建設された鉄道も、内陸部に大都市のほとんどない熱帯アフリカ各地にあっては旅客輸送で収益をあげることができず、ヨーロッパ人による資源の収奪に役立つのみであり、アフリカ人自身にはほとんど恩恵をもたらさなかった。

### 電車・ディーゼル車の登場と2度の大戦（1914年〜1945年）

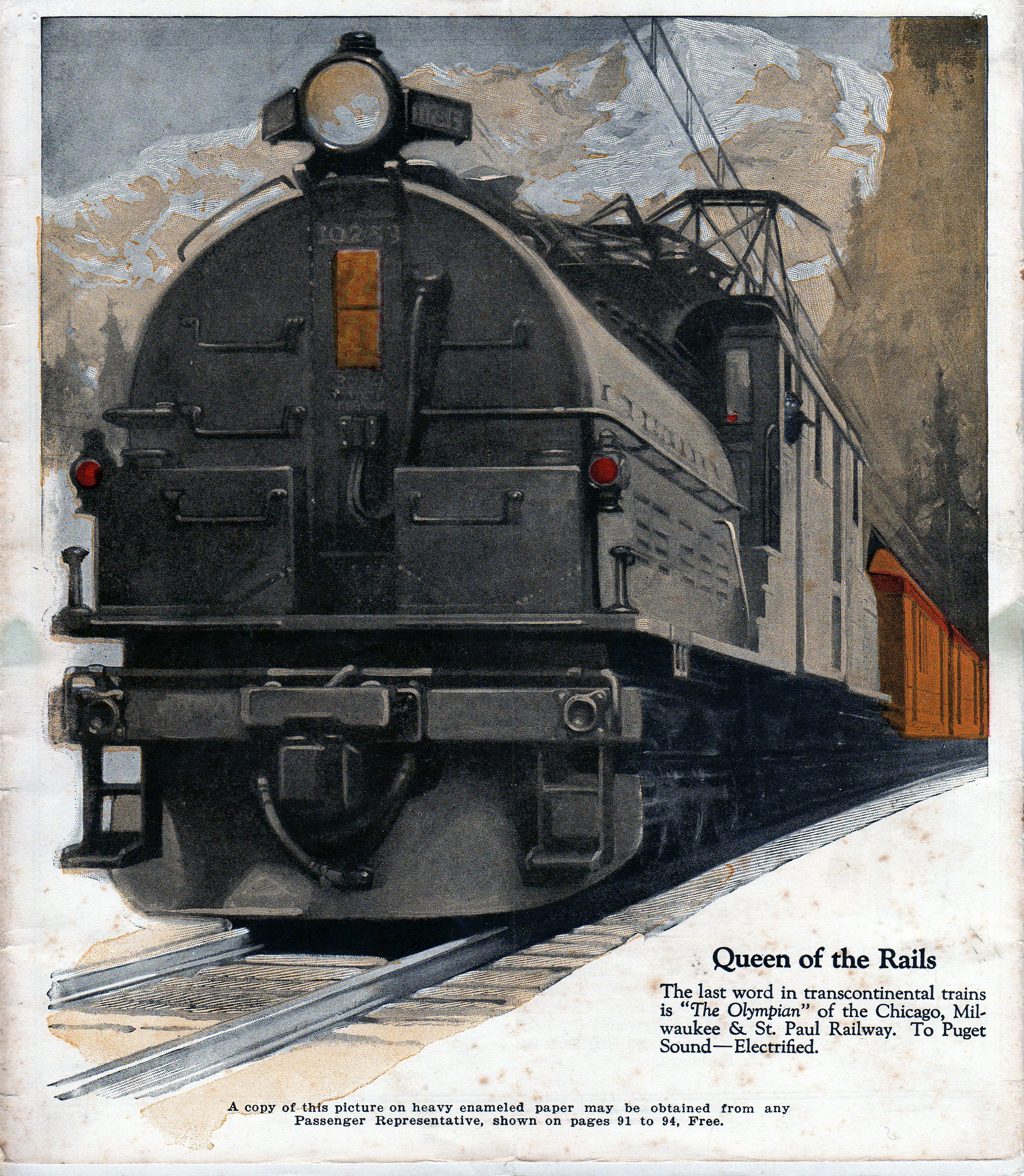
電化区間を走るミルウォーキー鉄道EP-2型電気機関車のイラスト。1925年の時刻表より

ドイツのヴェルナー・フォン・ジーメンスによって画期的な発電機が製作されたのは1866年にさかのぼり、1878年にはトーマス・エジソンによって改良された。このころより、産業界において電力がかつて蒸気力がしめていたような中心的位置を占めるようになってきた。1880年代後葉には変圧器が発明され、高圧送電も可能になった。これは産業界に大きな変革をもたらした。従来、動力源にめぐまれなかった地域でも遠距離の発電所から送電される電力によって工業化が可能となったからである。電動機を交通機関にすえつけ、電力によって車を動かすことは1879年のベルリンで開かれた博覧会において、ジーメンス・ウント・ハルスケ社によって試みられたもので、この試作品が電気機関車（電車）としては最初期のものとなる。上述のように世界初の電車開業は1881年に施行運転され、1883年に定期運行の始まったベルリンとリヒターフェルデをむすぶ路面電車であった。1883年にはイギリス初の電気鉄道となるヴォルクの電気鉄道がブライトンで開業、アメリカ合衆国でも1888年にリッチモンド・ユニオン旅客鉄道が最初の路面電車として開業するなど、電車はこの後の約10年間で、欧米の大都市に急速にひろがっていった。また、1897年にフランク・スプレイグが総括制御を発明したことによって地下鉄の電化がはかられた。蒸気機関車の煙害が問題視されていたため、地下鉄を含む都市部の電化は急速に進んだ。都市以外では山岳地域の電化が進展した。山岳地域では石炭の供給が難しい反面、水力発電が得られやすく、急勾配な路線には電気機関車の方が適していたためである。短区間でなく一つの幹線全体を世界で初めて電化したのはイタリアのヴァルテッリーナ線（全長106キロメートル）で、1902年に開業した。アメリカ最後の大陸横断鉄道、ミルウォーキー鉄道では、1915年からロッキー山脈と太平洋岸の路線の電化に着手した。なお、東海岸のバージニアン鉄道やノーフォーク・アンド・ウェスタン鉄道といった鉄道では、山岳部の一部区間のみ電化するという方式が採用された。第一次世界大戦のころになると、電柱がいたるところに立てられるようになり、電力の利用が蒸気力の利用を圧倒するまでになった。

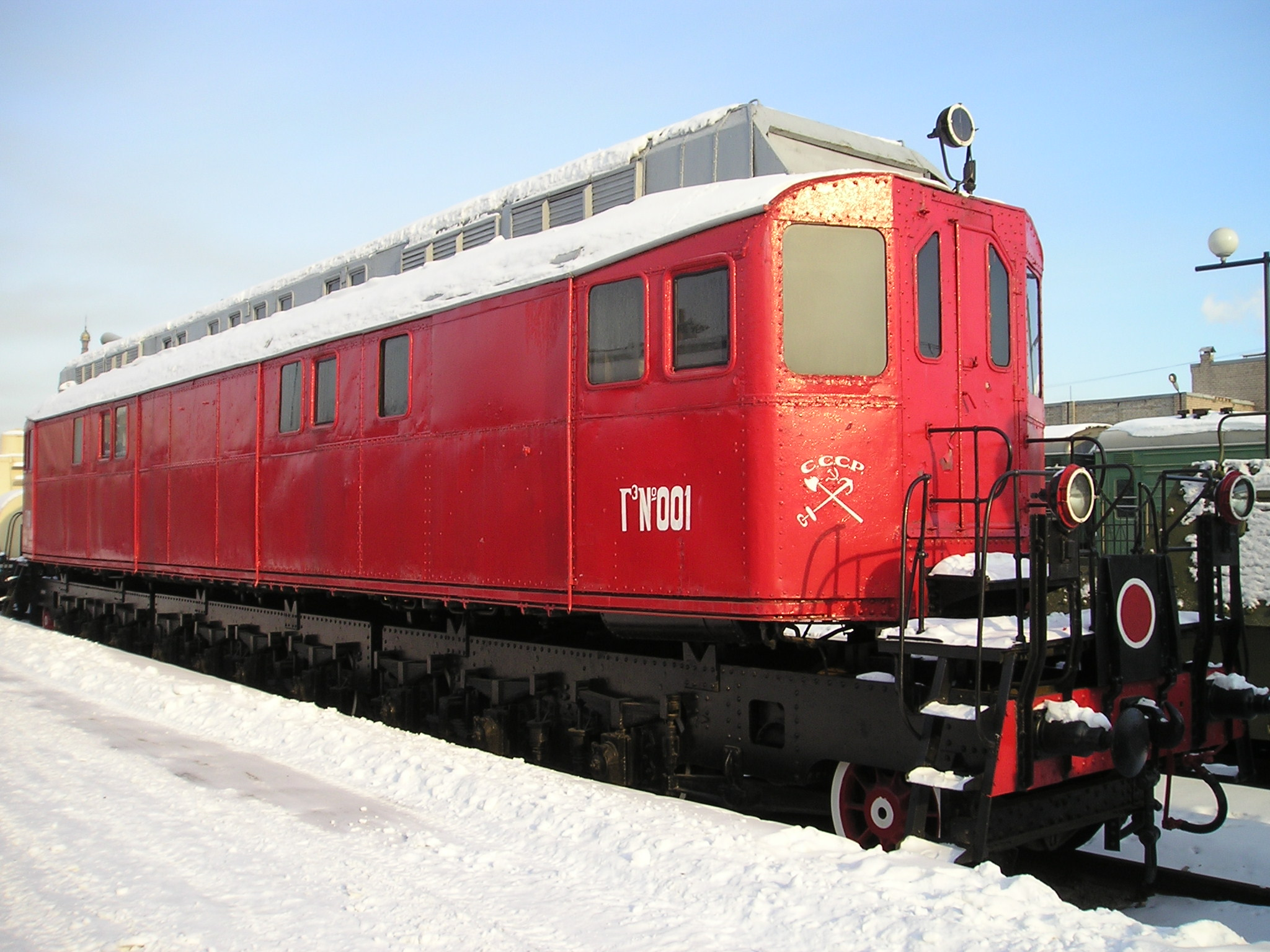
現存する最古のディーゼル機関車、ロシア鉄道 Ge-1形

1892年、フランス生まれでバイエルン人移民の息子だったドイツの技術者ルドルフ・ディーゼルによって発明されたディーゼルエンジンは、圧縮して高熱になった空気熱によって燃料が発火する仕組みの往復ピストンエンジン（レシプロエンジン）であり、1893年に特許を取得した。ディーゼルエンジンは、自動車や船、のちに航空機などに使用されることになるが、世界で初めてディーゼルエンジンを鉄道車両用に用いたのもやはりドイツであった。1912年、プロイセン州州営鉄道向けに最初のディーゼル機関車が製作されており、これはディーゼル＝ズルツァー＝クローゼ式熱機関車と呼ばれ、ディーゼルエンジンと動輪軸を直結して駆動させる方式であったが、起動には空気圧縮機が必要で、牽引力や速度も思うような成果が出せず、クランクシャフトやシリンダーの破損が相次いで失敗に終わり、エンジン自体も凄まじい轟音を発したことから苦情も大きく、結局1914年に廃車となった。
1920年代にはディーゼル電気機関車が導入されて、燃費効率も格段に向上した。1924年にはロシア鉄道向けに大型機のGe-1形が製造されており、これは現存する最古のディーゼル機関車としてサンクトペテルブルクの鉄道博物館に静態保存されている。アメリカ合衆国のシカゴとデンヴァーを結ぶ流線型のディーゼル電気機関車「ゼファー」は平均時速120キロメートルであった。アメリカでは電気機関車よりもディーゼル機関車の方が普及した。とくに「北東回廊」と呼ばれる人口稠密地帯以外では、ディーゼル機関は、蒸気機関に比較したときの利点のいくつかを電動機と共有しており、また、電力供給網を構築する必要がなかったためである。その後、機械式・電気式・液体式の動力伝達機構の開発が進められ、これにより1930年代以降、ドイツやアメリカ合衆国などで本格的に実用化された。

## 鉄道技術の歴史年表
ここでは、主要な項目を列挙し、詳細は別にゆずる。
- 馬車道上の切石を用いた軌道を牽引される最初の車両は、少なくとも2000年前にギリシャ、マルタとローマ帝国の一部に登場した。
- 16世紀半ば 木製のレールが使用されはじめる。

イギリスの炭鉱で車の轍（わだち）のあとに丸太を設置して、その上に車を走らせた。また、ドイツの鉱山でも木製レールが使用され、ポイント（分岐）も備えていた。
- 18世紀後半 産業革命で蒸気機関の動力が発明される。
- 18世紀後半 鉄製レールが使用されはじめる。

鉱山などで鉄製のレールを使った運搬が行われた。馬や人の力で運搬する。
- 19世紀初頭 蒸気機関を用いた鉄道の研究・開発がはじまる。

トレビシックが1804年に鉄製レール上を走る蒸気機関車の走行に成功したが、この頃は馬車鉄道用のもろい鋳鉄レールを使用していたため線路が折れやすく、本格的な実用化までには至らなかった。その後、ナポレオン戦争による軍馬の需要の増加で馬の価格が高騰し、運搬の代替手段としてレールと蒸気機関車を用いた鉄道の研究が一段と進んだ。
- 1812年 イギリスのミドルトン鉄道がラック式鉄道を初めて採用する。
- 1821年 イギリスのヘンリー・ロランソン・パーマーにより、モノレールが考案される。
- 1825年 イギリスのストックトン・ダーリントン間を結ぶ鉄道が開業した。

これが世界初の商用鉄道とされている。以後、欧米各地で鉄道の建設が活発になり、1827年にアメリカ、フランス、1835年にドイツで鉄道が開業した。また、当時、イギリスの植民地化が進んでいたインドでも1853年に鉄道が開業した。
- 1837年 イギリスのロバート・デビッドソンにより電気機関車が製作される。
- 1841年 イギリスで腕木信号機が考案される。
- 1863年 イギリス、ロンドンで蒸気機関車を用いた地下鉄が開業。
- 1879年 ドイツのシーメンス社が本格的な電気機関車を試作・公開。

ベルリン博覧会で公開運転を行った。
- 1881年 ドイツのベルリンで世界初の電車の営業運転を開始。
- 1910年 アメリカで色灯式信号機が製造される。
- 1912年 ドイツでディーゼル機関車が製作される。
- 1955年 フランス国鉄が当時の標準軌での速度記録を樹立。331km/h。
- 1960年 日本、狭軌での速度記録を樹立。175km/h。
- 1964年 日本、東海道新幹線が営業運転を開始。当時営業速度では世界最速の210km/h運転を行った。

東京・新大阪間4時間運転。1年ほどの後の1965年11月1日には所要時間が3時間10分になった。
- 1981年 フランスでTGVが運行開始、最高速度270km/hで世界最速に。
- 2003年 中国、上海でトランスラピッド開業。最高速度430km/h。
- 2007年 日本、小海線で世界初のハイブリッドシステムが使用される。

## 鉄道建設の歴史年表
ここでは、世界各地域の主要な項目を列挙し、詳細は各地域の鉄道の説明にゆずる。
イギリスで初めて登場した鉄道は、すぐにその有用性が認められ、北アメリカやヨーロッパ各地でも鉄道建設がはじまった。地域によっては猛烈な勢いで総延長距離を伸ばす時期もあり、鉄道狂時代あるいは鉄道建設狂時代と呼ばれる時期もある。たとえば、アメリカの場合、1880年代頃から年間1万kmのペースで鉄道が敷設され、1920年頃までに総延長は40万kmにも達した。
また、19世紀半ばには、当時進行していたヨーロッパの植民地政策と歩調をあわせるようにヨーロッパの影響の大きい地域から鉄道が敷設されていった。インド（英領インド帝国）や中近東でも比較的早い時期から鉄道の建設が始まっている。
日本でも明治時代の1870年代に入って鉄道の建設が始まり、遅れて中国（清）や朝鮮半島（大韓帝国）でも鉄道建設が活発化した。ロシア（ロシア帝国）からもシベリア鉄道の延長が進み、20世紀初頭には極東地域とも結ばれるようになった。

### 19世紀前半
- 1803年 イギリスで世界初の公共目的の馬車鉄道であるサリー鉄道が開業。
- 1807年 イギリス（ウェールズ）で世界初の旅客輸送を行なう馬車鉄道が開業(Swansea and Mumbles Railway)。
- 1825年 イギリスで世界初の蒸気機関を用いる公共鉄道、ストックトン・ダーリントン間が開業した。
- 1827年 フランス初の鉄道開業。

サン＝テティエンヌ - アンドレジュー間。フランスでは1842年頃から鉄道建設が活発化した。
- 1830年 アメリカ初の鉄道開業。

ボルチモア・アンド・オハイオ鉄道。1846年にはアメリカの代表的な鉄道会社の一つであるペンシルバニア鉄道が開業した。
- 1835年 ドイツ初の鉄道開業。

ニュルンベルク - フュルト間。
- 1830年代後半～、ベルギー、イタリアなどでも鉄道の建設・開業が相次ぐ。
- 1840年代～ 各地で鉄道建設ラッシュ。

1840年代頃からイギリスで鉄道の建設が一段と活発化した。アメリカでも1848年に西部のカリフォルニア州がアメリカ領となり、同時期にはじまる金採掘ブーム（ゴールドラッシュ）を機に鉄道建設が一段と活発化した。

### 19世紀後半
- 1850年代 中近東地域で鉄道が開業。

ヨーロッパ列強の中近東地域進出とともにこの地域でも鉄道が建設されるようになった。1855年にエジプト初の鉄道が登場した。イギリス資本で建設され、アレクサンドリア・カイロ間を結んだ。1858年にはカイロ・スエズ間が開通した。この頃、スエズ運河の建設の動き（こちらはフランス資本）も進行している。また、1858年にはトルコ（オスマン帝国）初の鉄道（イズミル・セイディキョイ間）が開業した。
- 1850年代後半 南米のペルーで南米初の鉄道が開業（カヤオ - リマ間）。

中米のパナマでは1850年からパナマ・コロン地峡横断鉄道の建設が始まり、1855年に完成した。
- 1853年 インド初の鉄道開業

ボンベイ・ターネー間。当時、インドはイギリスの植民地化が進みつつあり、イギリスの資本で鉄道が建設された。インドの鉄道はアジアでは最初のものであった。
- 1854年 オーストラリア（英領オーストラリアビクトリア植民地）で鉄道が開業。

オセアニア初の鉄道となる。
- 1857年 8月29日 アルゼンチン初の鉄道が開業（東鉄道・首都ブエノスアイレス市内）。全長9.6 Km。
- 1863年 イギリスの首都ロンドンで世界初の地下鉄が開業（当時は蒸気機関車牽引）。
- 1869年 アメリカで最初の大陸横断鉄道が開通。

アメリカの東海岸と西海岸が結ばれた。開通より少し前の1865年頃（当時、南北戦争の時代でもある）には、アメリカではすでに約56,000kmの鉄道網があったという記述も見られる。
- 1872年 日本の鉄道開業。

新橋・横浜間を結んだ。日本では、1854年にペリーが蒸気機関の鉄道模型を紹介し、その後、明治時代に入ってイギリスの指導で鉄道の建設が始まった。旧新橋駅は現在の汐留にあり、昭和時代には広大な貨物ターミナル駅があったが現在は高層ビル群となっている。また、旧横浜駅は現在の桜木町にあり、現在の横浜駅はまだ海で、沖に堤が築かれ線路が敷設されていた。
- 1876年 中国初の鉄道が敷設される。

イギリスが上海・呉淞間に鉄道を敷設するが反対運動で撤去された。1880年代には欧米列強による鉄道建設が本格化した。
- 1881年 ドイツ（ドイツ帝国）の首都ベルリンで世界初の路面電車が開業。
- 1880年代 ロシア帝国領の中央アジア地域にも鉄道が延びる。

ロシアがコーカサス鉄道を建設し、1887年にはサマルカンドに達した。
- 1880年代 日本、各地で鉄道の建設が進む。

北海道、四国、九州にも初の鉄道が敷設された。また、1889年には東海道線（新橋・神戸間）が全通した。
- 1880年代 モノレールの開発が進む。

以後、世界各地で建設。ドイツ・ブッパータールの懸垂式モノレール（ヴッパータール空中鉄道）は1901年に開業。
- 1888年 ドイツがアナトリア（トルコ）鉄道の建設を開始。

1893年に開通した。また、1899年にはバグダート鉄道敷設権を獲得し、イラク地方への鉄道建設を進める。バクダード鉄道敷設権の獲得は、ヨーロッパの植民地主義政策（3B政策、3C政策）でしばしば取り上げられる項目である。→ヒジャーズ鉄道
- 1891年 ロシアがシベリア横断鉄道の建設を開始。

露仏協商によりフランス資本を導入して進められ、日露戦争の頃の1905年に開通した。また、これより前の1901年には、シベリア鉄道が中国の東清鉄道と結ばれた。
- 1896年 ハンガリー（オーストリア＝ハンガリー帝国）の首都ブダペストで世界2番目の地下鉄が開業。

初の電化式地下鉄。以後、西欧や北米を皮切りに世界の各都市で地下鉄建設が進行。
- 1896年 スイスで世界初の交流電化鉄道が開業。

その後の開発は難航し、高速運転の実用化は1950年代以降。
- 1899年 朝鮮（当時大韓帝国）初の鉄道開業。

鷺梁津（現・ソウル特別市・鷺梁津）と濟物浦（現・仁川広域市）を結ぶ京仁鉄道が1899年に創業した。最初はアメリカ人が朝鮮より鉄道敷設権を得て着工したが、途中で日本人の合資会社が敷設権を引受、完成した。

### 20世紀前半
- 1904年 朝鮮（大韓帝国）で京釜鉄道が開業。

釜山と京城（現・ソウル）間を結ぶ京釜線が完成した。日本の資本によるもので、日露戦争が背景にあった。
- 1910年 アルゼンチンとチリを結ぶアンデス横断鉄道（スペイン語版、英語版）が開通。

軌間の違いにより、完全な形で大陸の東西を結ぶことはできなかったが、南米は北米に続いて2つ目の横断鉄道が開通した大陸となる（現在国境区間は廃線）。
- 1916年 シベリア鉄道のロシア国内部分が完成し、全面開通。
- 1917年 アメリカで鉄道の総延長距離が40万 kmを超えピークに。

この頃がアメリカにおける鉄道の最盛期で、その後、次第に成長してくる自動車と航空機に押されることになった。
- 1917年 オーストラリアで初の大陸横断鉄道が開業。

イギリスの直轄植民地時代に建設された規格がまちまちで、特に軌間が異なる各州境では台車交換が必要だった。大陸の東西が標準軌で結ばれたのは1969年。

### 20世紀後半
- 1964年 日本国有鉄道（国鉄）が東海道新幹線を開業。

全線が超高速運転用の新幹線規格で建設。0系は最高時速210kmを記録し、営業運転の世界最高速度を大幅に更新。
- 1981年 日本の神戸新交通がポートアイランド線を開業。

新交通システム（AGT方式）では日本初の営業路線。以後、同種の軌条式中量輸送機関の建設が世界各国で進行。
- 1981年 フランス国鉄 (SNCF) がTGVの南東線を開業。

最高時速260kmで新幹線を上回る。以後、世界各国での超高速鉄道開発競争が進行。
- 1984年 ソビエト連邦でバイカル・アムール鉄道（バム鉄道）が開業。

シベリア鉄道の北方、より酷寒の悪条件の地域に建設、全長約4300km。
- 1984年 イギリスで世界初の磁気浮上式鉄道の商用路線、バーミンガムピープルムーバが開業。

バーミンガムで空港と駅を結ぶ交通機関として開業。最高時速54km。1995年廃止。
- 1988年 日本の北海道旅客鉄道（JR北海道）が青函トンネルの営業運転を開始。

全長53.85km、うち海底部分は23.30km。最深部は海抜マイナス240m（海底下100m）で、当時世界最長の海底トンネル。
- 1994年 イギリスとフランスを結ぶ英仏海峡トンネルが営業を開始。

全長50.5km、うち海底部分は37.9kmで、海底部分の延長では世界最長。

### 21世紀
- 2003年 中国（中華人民共和国）で上海トランスラピッドが開業。

世界初の超高速磁気浮上式鉄道の営業路線。最高時速430km。
- 2006年 中国で青蔵鉄道が全線開業。

最高地点は唐古拉峠の海抜5072m、最高標高駅は唐古拉駅の海抜5068m と、世界で最も高い所を走る鉄道。